# Челлатіка
Челлатіка (італ. Cellatica) — муніципалітет в Італії, у регіоні Ломбардія, провінція Брешія.
Челлатіка розташована на відстані близько 450 км на північний захід від Рима, 80 км на схід від Мілана, 9 км на північний захід від Брешії.
Населення — 4999 осіб (2014).
Щорічний фестиваль відбувається 23 квітня. Покровитель — святий Юрій.

## Демографія
Населення за роками:

Станом на 1 січня 2023 року в муніципалітеті офіційно проживали 354 іноземці з 46 країн, серед них 56 громадян країн Євросоюзу та 31 громадянин України.

## Сусідні муніципалітети
- Брешія
- Коллебеато
- Кончезіо
- Гуссаго